# Onthophagus depressifrons
Onthophagus depressifrons là một loài bọ cánh cứng trong họ Bọ hung (Scarabaeidae).